# Братская могила советских воинов (Степное)
Братская могила советских воинов в посёлке Степное — памятник Великой Отечественной войны в Центрально-Городском районе города Кривой Рог Днепропетровской области.

## История
В феврале 1944 года воины 4-й гвардейской стрелковой дивизии 46-й армии 3-го Украинского фронта вели бои за освобождение южных окраин Кривого Рога. В братской могиле похоронены погибшие при освобождении посёлка Степное.
В 1958 году на месте захоронения была установлена двухфигурная скульптура «Скорбящая мать с суворовцем» производства Одесской художественной мастерской.
В 1967 году проведена реконструкция, во время которой установлена памятная плита погибшему лётчику-штурмовику 93-го гвардейского авиаполка младшему лейтенанту Анатолию Ивановичу Довничу, погибшему 22 февраля 1944 года в небе над посёлком Рахмановка.
8 августа 1970 года, решением № 618 Днепропетровского облисполкома, памятник взят на государственный учёт под охранным номером 1664. 
В начале 1990-х годов скульптура суворовца была повреждена и разрушена.

## Характеристика
Расположена по улице Алёхина в посёлке Степное Центрально-Городского района города Кривой Рог.
Железобетонная скульптура размерами 2,09×0,63×0,68 м окрашена в серый цвет. На лицевой стороне прямоугольного пьедестала размерами 0,63×0,7×0,18 м расположена 2-строчная надпись «Слава павшим / героям» на украинском языке. Высота постамента 0,56 м, длина — 1,38 м, ширина — 2 м.
Перед скульптурой под небольшим углом размещена шлифованная серая гранита памятная плита размерами 0,79×0,4 м, на которой расположена 6-строчная надпись «Гвардии / старший лейтенант / Довнич / Анатолий / Иванович / 1922-1944» на украинском языке.